# 猿投山
猿投山（さなげやま）は、愛知県豊田市と瀬戸市にまたがる標高629mの山である。

## 概要
三河高原の西端に位置し、愛知高原国定公園に含まれている。山頂には、東海自然歩道が通っている。
また古くから山嶽信仰・巨石信仰の場として崇められてきた山でもあり、「この山で毒蛇にかまれ亡くなった」とされる大碓命の陵墓がある。山麓には、大碓命が祭られている猿投神社がある。山頂には一等三角点が設置されている（点名は、猿投山。所在地は瀬戸市域）。
山頂まで行くルートとしては、主に猿投神社から北上するルートと雲興寺から南下するルートがあり、そのアクセスのしやすさや難易度から愛知県における高尾山的なポジションと言われ、登山客は比較的多い。一方で、周辺エリアでの登山客の違法駐車および無断駐車が問題となっており、特に雲興寺ルートの登山口付近の雲興寺の駐車場では多くの看板を配置して注意喚起しているものの、登山客による無断駐車が後を絶たない。
1962年（昭和37年）には、全日本空輸のビッカース バイカウント機が、ふもとの国有林に墜落する事故を起こしている（全日空バイカウント機墜落事故）。

## 山名の由来
山麓の猿投神社の社蔵文書には、「景行天皇が伊勢国へ赴いた際に、かわいがっていた猿が不吉なことを行ったので、海へ投げ捨てた。その猿が今の猿投山に籠もって住んだとされることから、"猿投"と呼ばれるようになった」とされている。

## 巨石・スポット

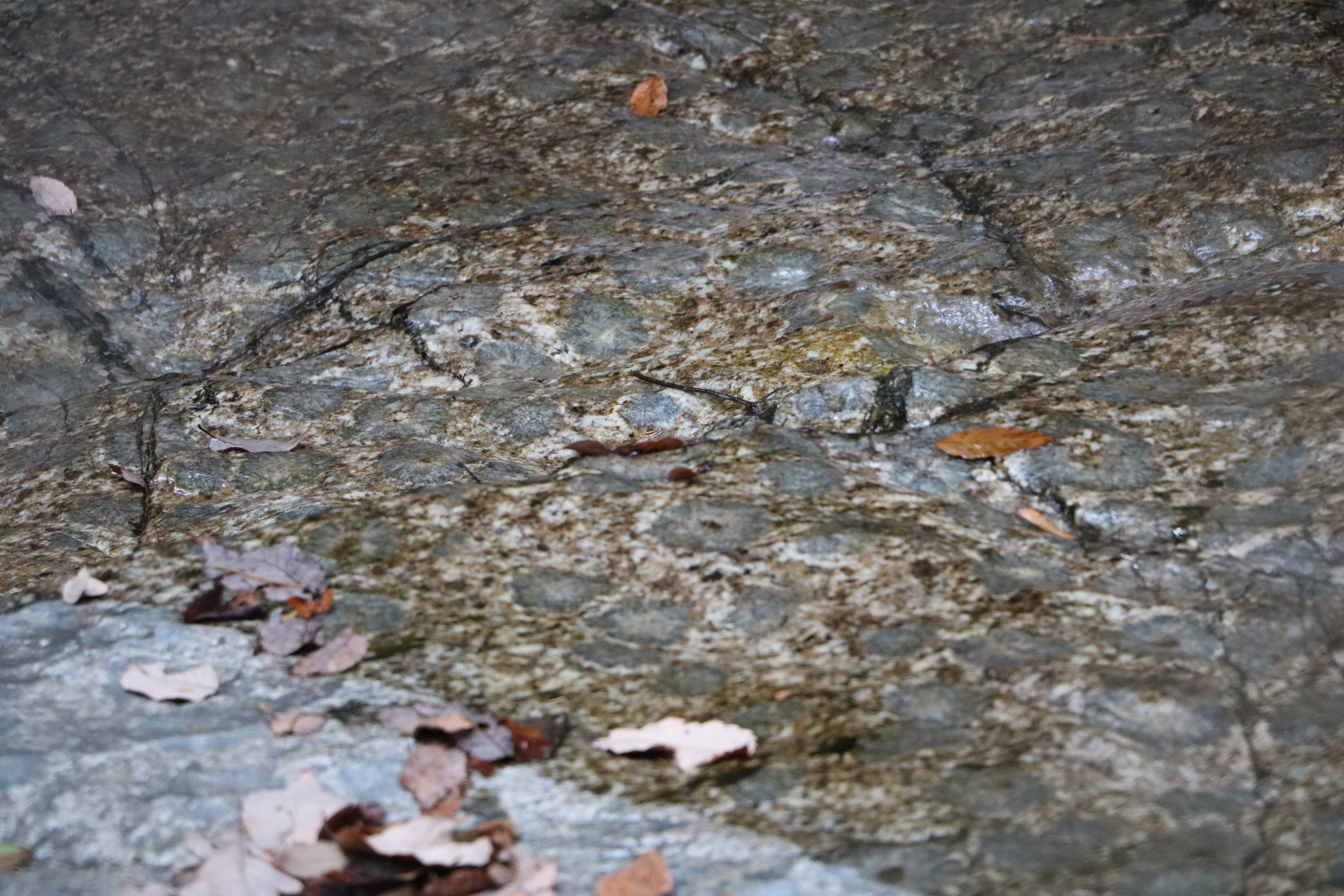
猿投山の球状花崗岩
（2019年（令和元年）12月）

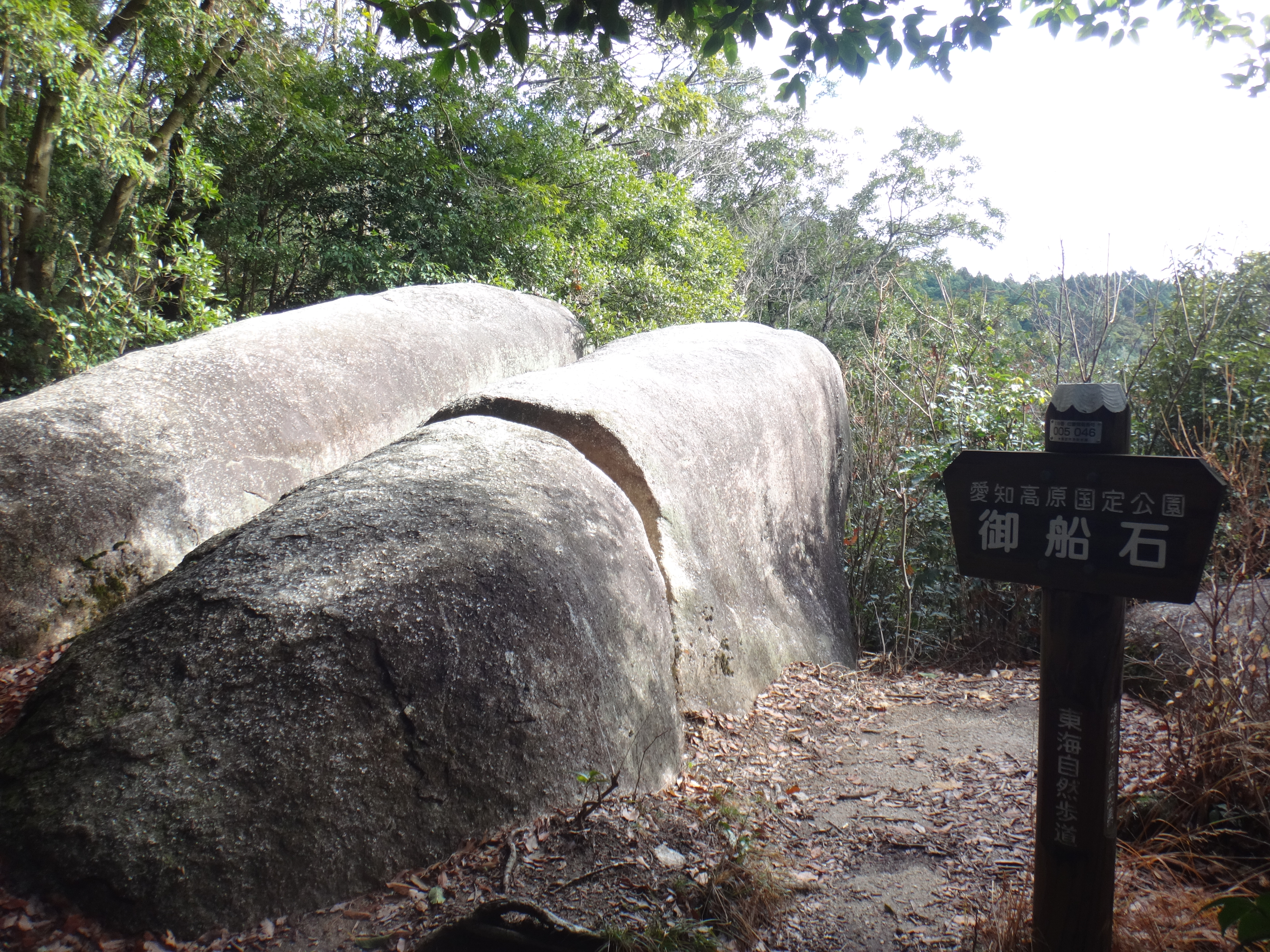
御船石
（2016年（平成28年）12月）

### 菊石
黒雲母花崗岩の結晶が球状で菊の花の花弁のように見えることから、「菊石」と呼ばれている。「猿投山の球状花崗岩」の名称で国の天然記念物に指定されている。

### 御船石
「おふないし」と読む。花崗岩で出来ており、「祭神である大碓命が乗ってきた船が、石になった」という言い伝えがある。

### カエル石
横から見るとカエルのように見えることから、命名された。なおこの石は、「古代の磐座（神社の本殿にあたるもの）であった」とも言われている。

### 屏風岩
四角に切り落とされた岩が屏風のように重なっている事から、そう呼ばれる。

### お倉岩
三角柱の形をしている岩。

### トロミル水車
サバ土から良質な陶磁器の原料を作るための水車。その昔、瀬戸焼の材料を作るのに使われていた。

## 映画・ドラマ
川口松太郎の小説を原作にした中村錦之助主演の映画『獅子丸一平』の舞台となっている。物語は、「天皇の落胤である主人公"獅子丸一平"が、猿投の山神から武術を授けられて活躍する」というものである。またラジオ連続ドラマ、「新諸国物語」（川口松太郎・作）の舞台にもなっている。

## 地理

### 交通・アクセス
自家用車利用
- 猿投グリーンロード猿投ICで降りて左折。愛知県道349号深見亀首線を北上すると猿投神社がある。
- 国道153号から国道419号に入り、亀首町横枕交差点を左折した先にある。

公共交通機関（鉄道・バス利用）
- 猿投神社側、名鉄豊田線・三河線 豊田市駅下車、とよたおいでんバス「猿投神社前」バス停下車。
- 瀬戸市赤津、雲興寺側、名鉄瀬戸線 尾張瀬戸駅下車、名鉄バス赤津行で「赤津」バス停下車。

### 周辺
- 猿投温泉
- 猿投山展望台
- 周辺の山
  - 尾張三山 - 尾張富士・本宮山・白山
  - 八曽山
  - 東谷山
  - 三国山
  - 茶臼山

### 源流の河川
以下の源流となる河川は、伊勢湾と三河湾へ流れる。
- 赤津川（矢田川の支流）
- 猿投川、広沢川、飯野川など（矢作川の支流）

## 関連画像

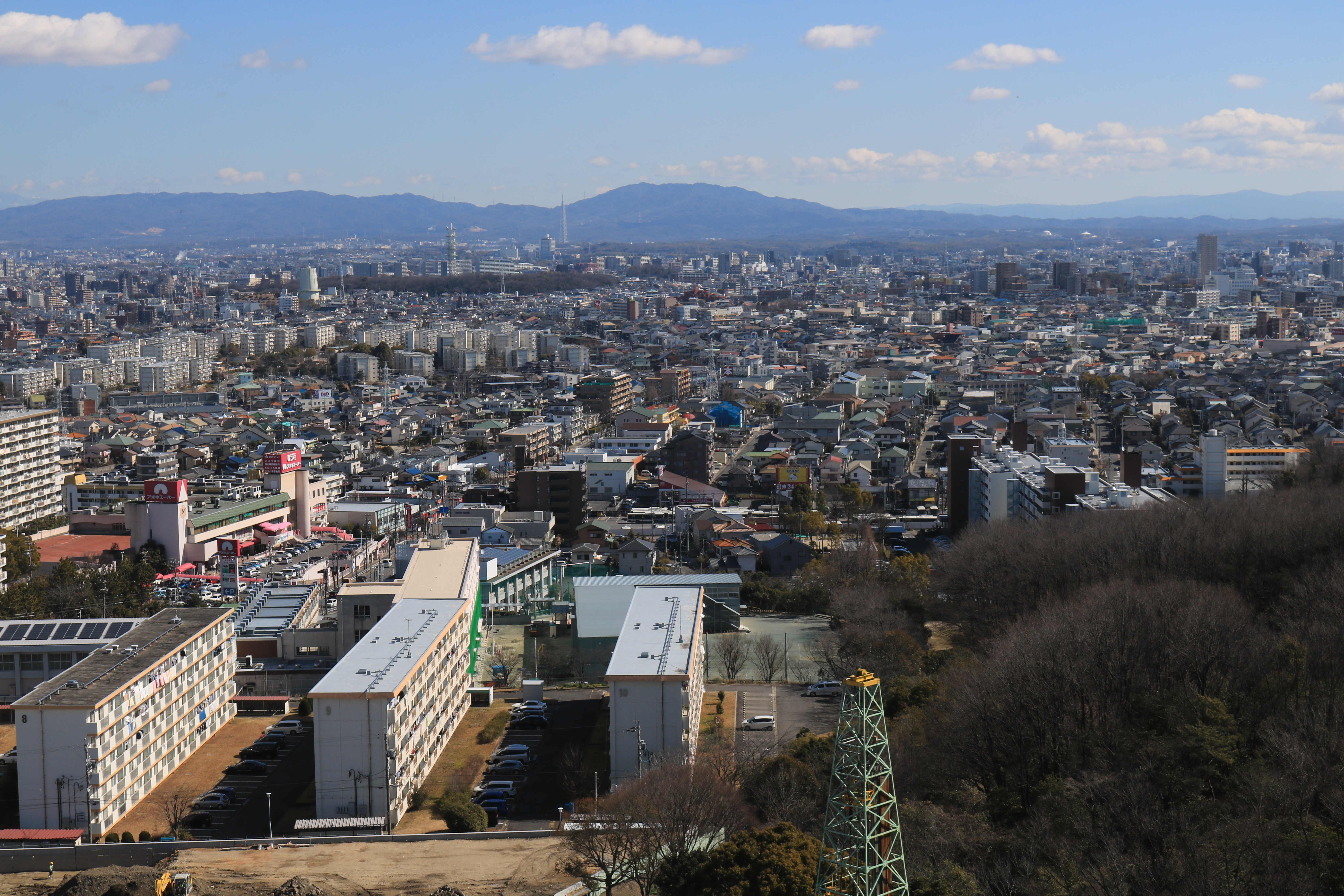
平和公園アクアタワー展望室から望む猿投山（中央） （名古屋市千種区、2017年（平成29年）2月）
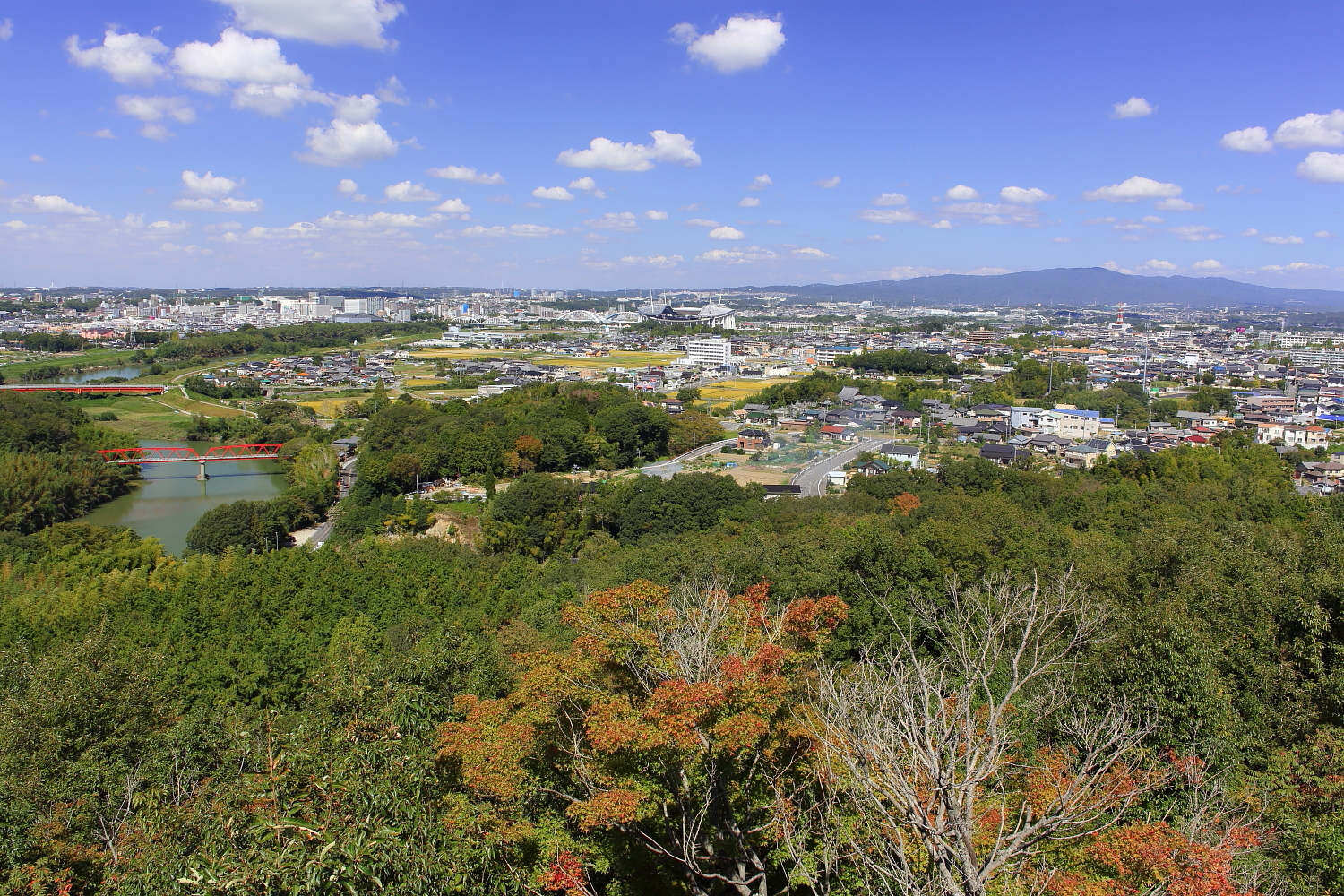
野見山展望台から望む猿投山 （豊田市野見山町、2013年（平成25年）9月）
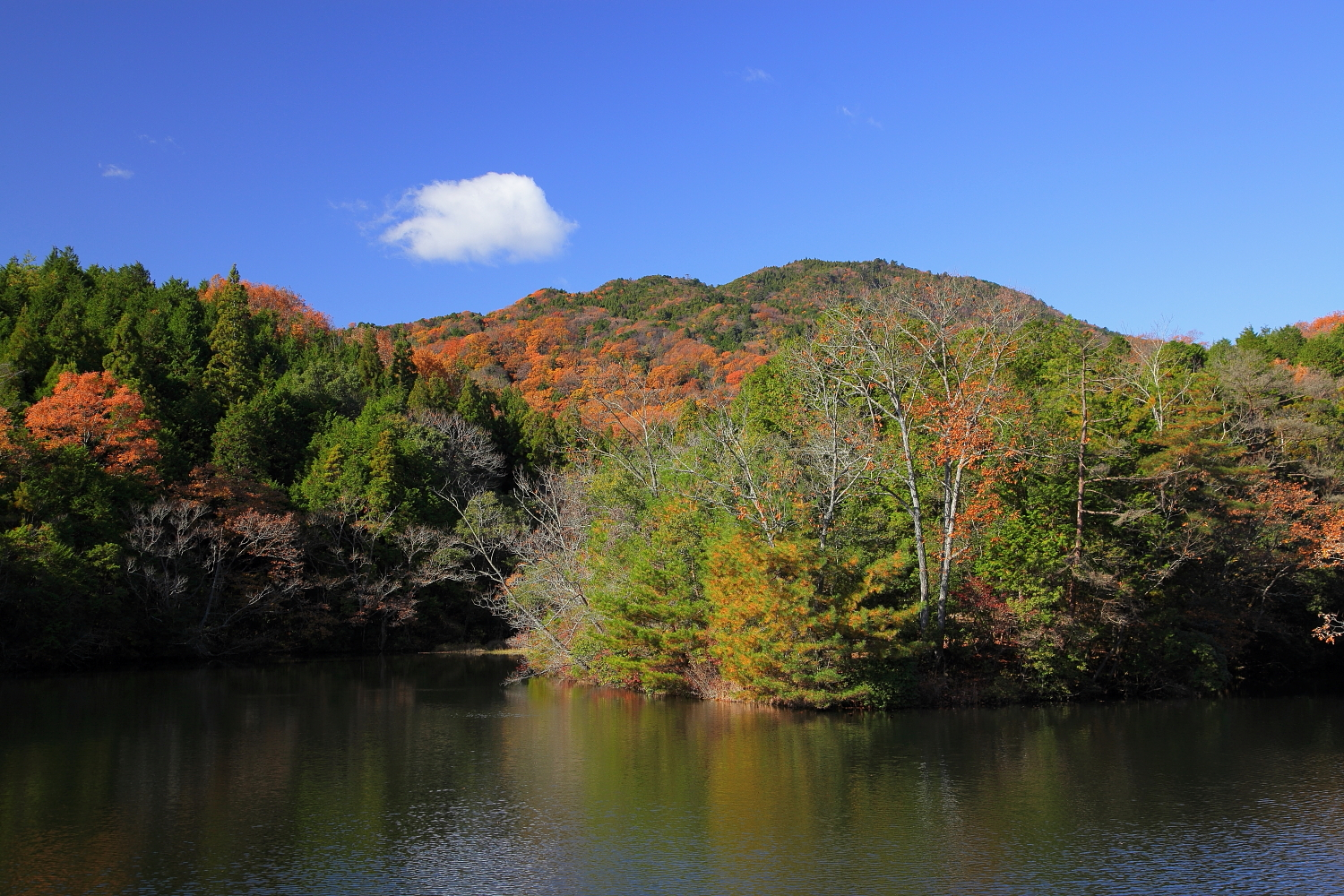
新池と猿投山 （豊田市藤岡飯野町、2011年（平成23年）12月）
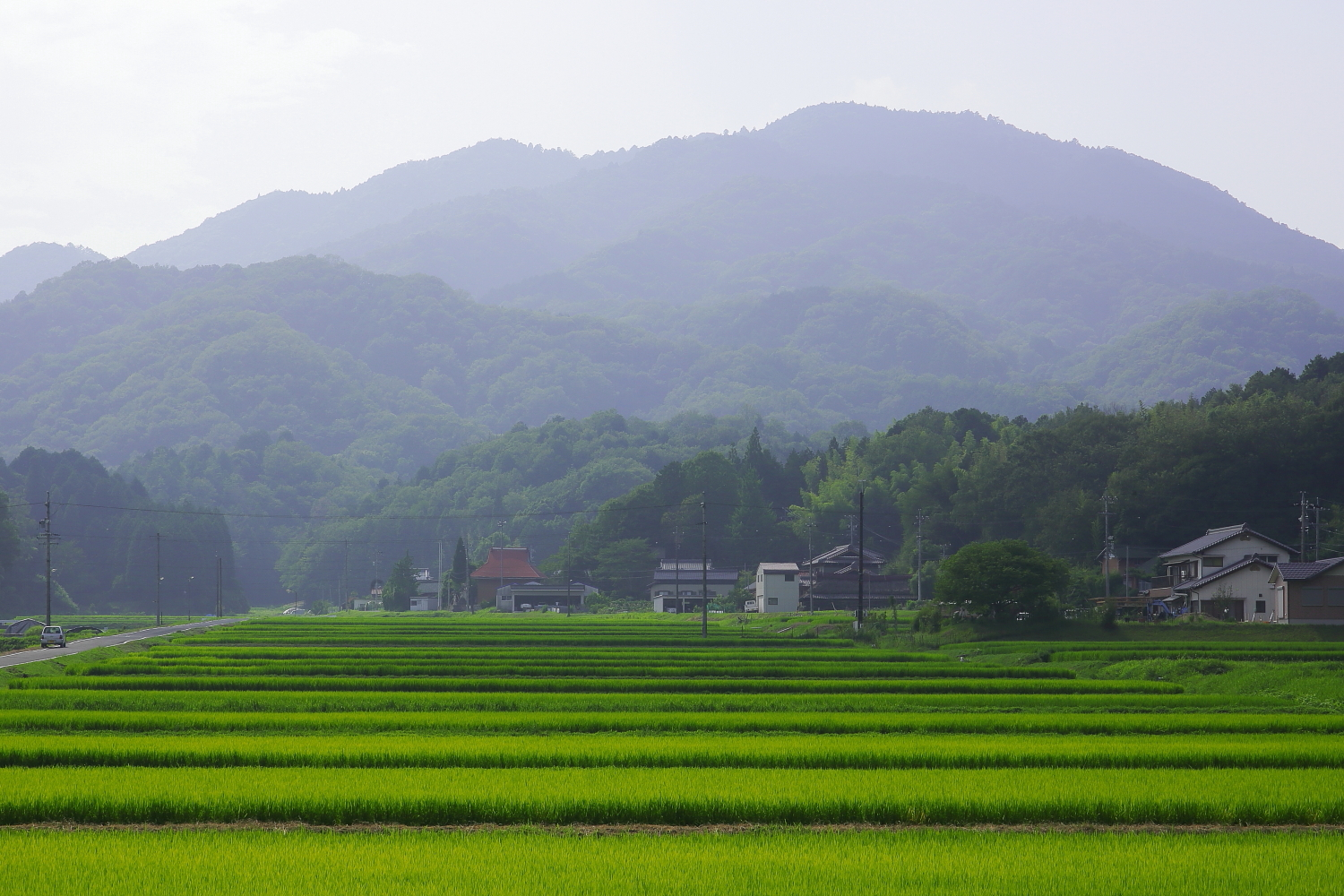
東から望む猿投山 （豊田市迫町、2013年（平成25年）7月）
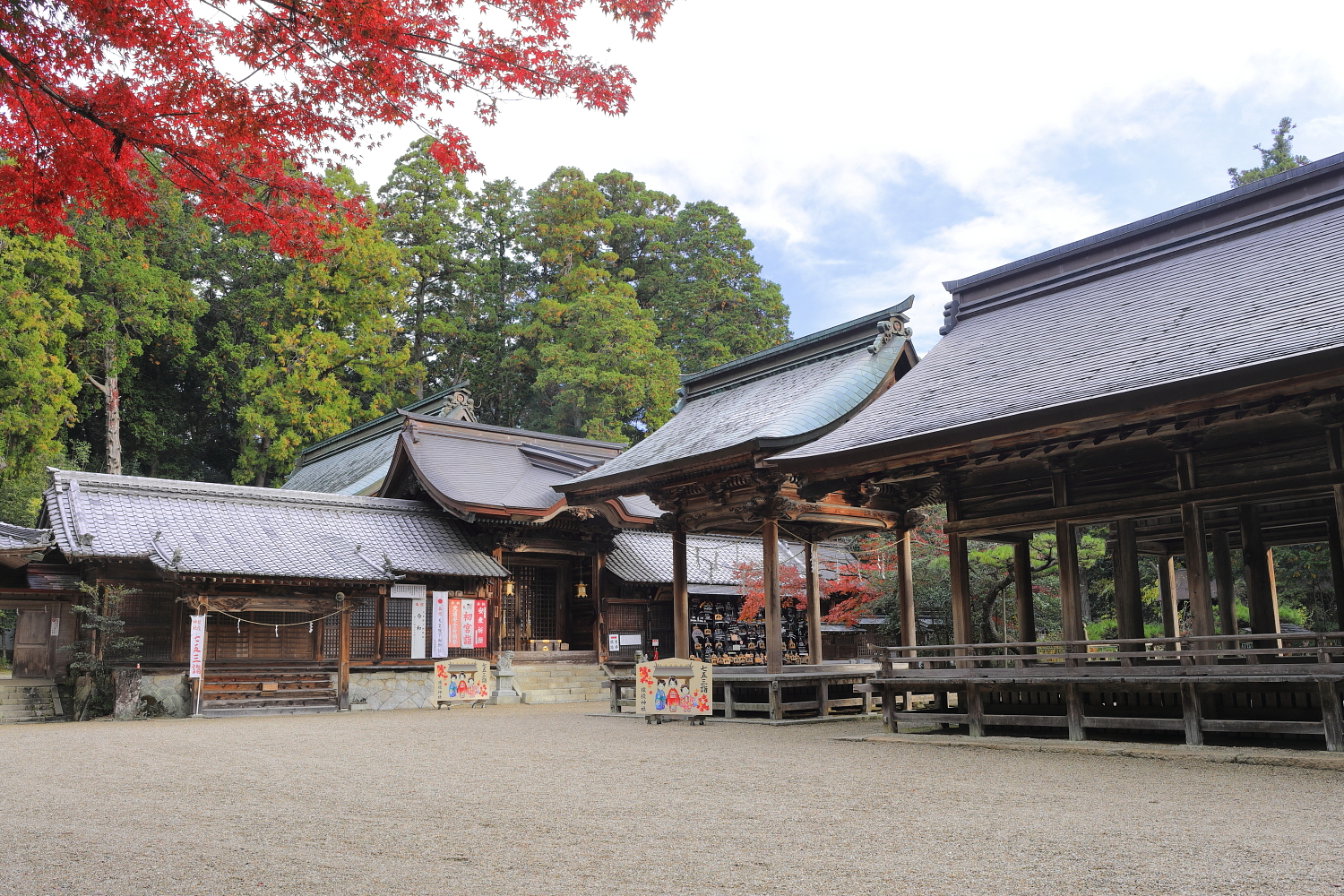
猿投神社境内 （豊田市猿投町、2019年（令和元年）11月）
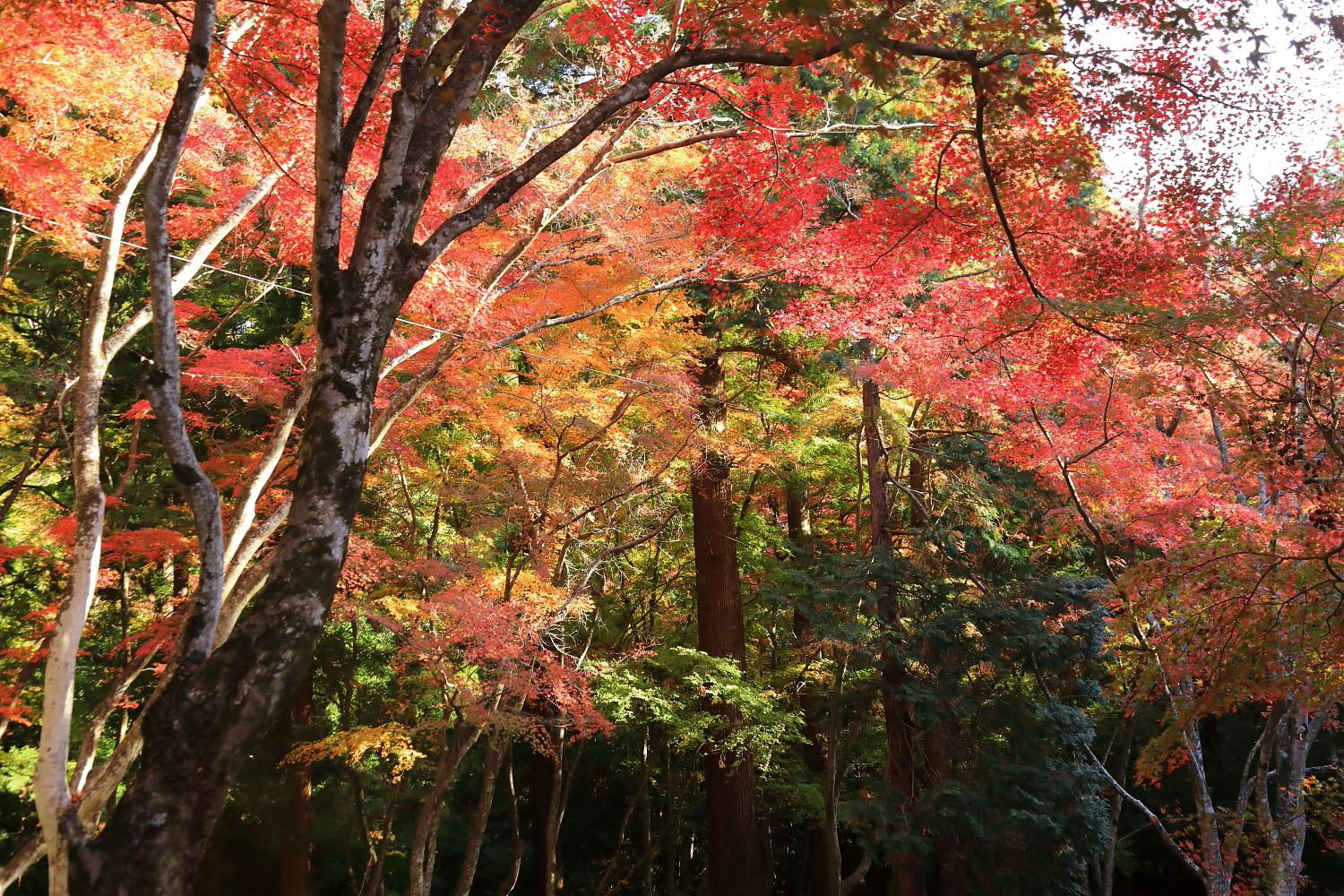
紅葉林 （豊田市猿投町、2018年（平成30年）11月）
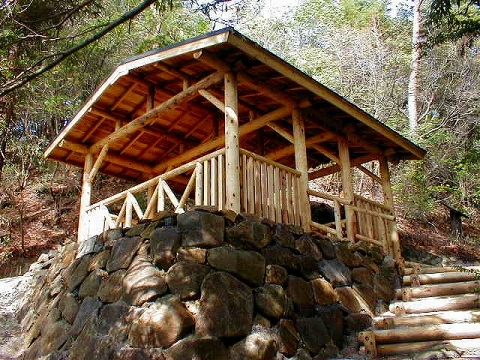
休憩小屋 （2002年（平成14年）4月）
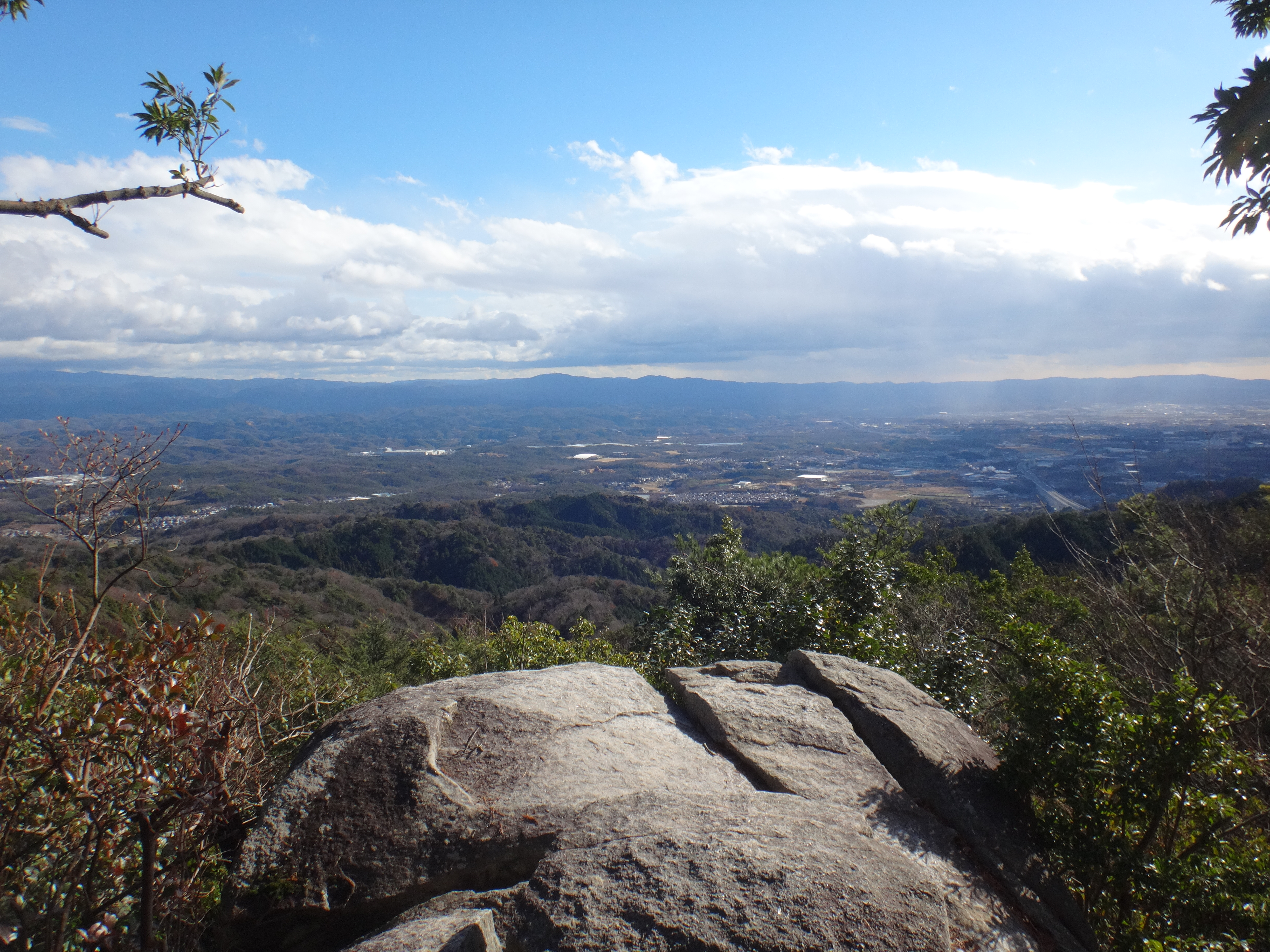
大岩展望台 （2016年（平成28年）12月）
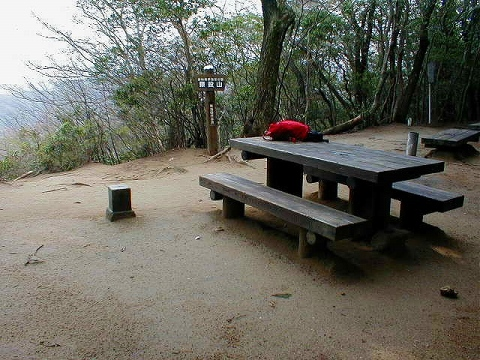
山頂 （2002年（平成14年）4月）
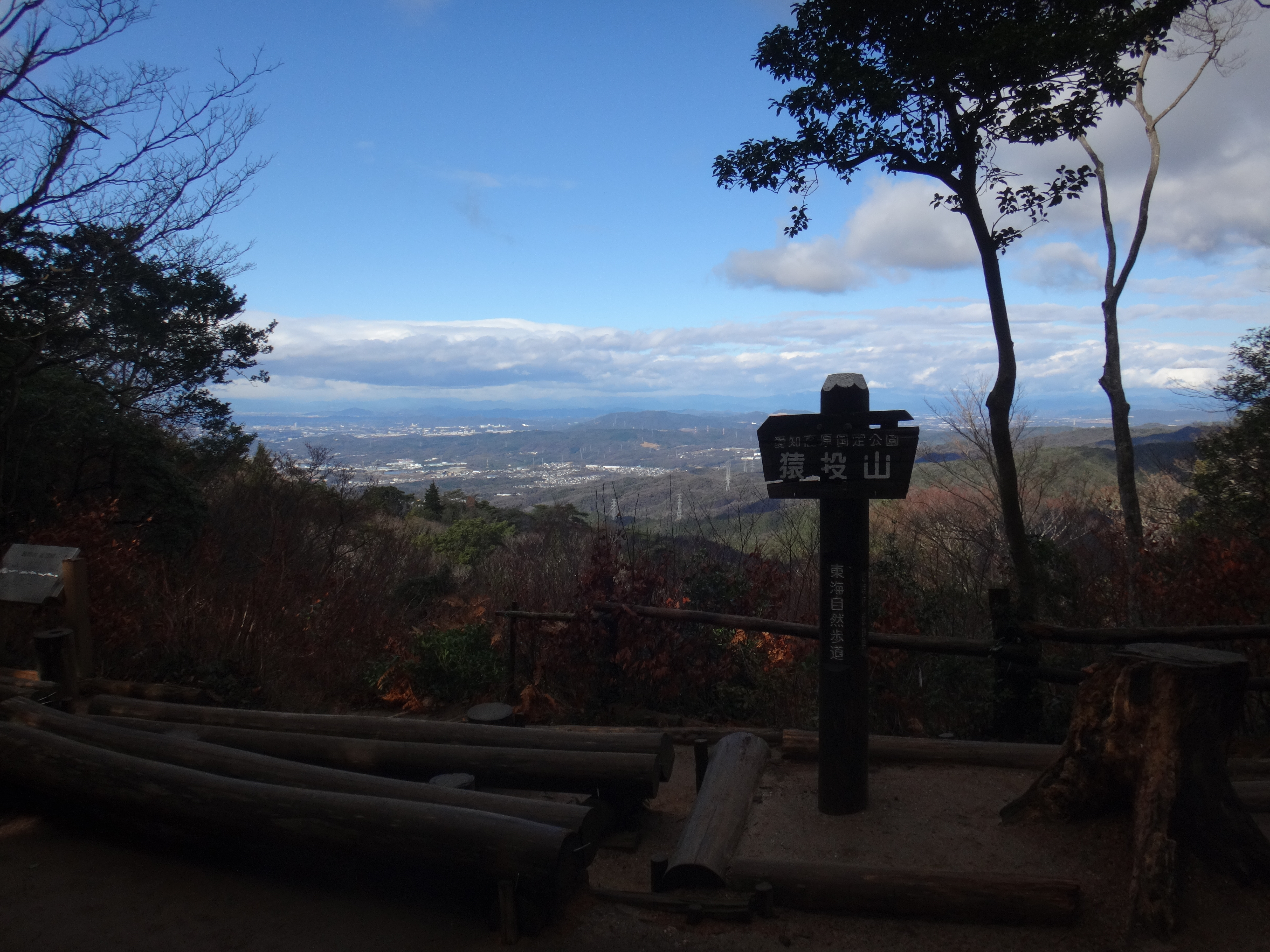
山頂からの景色 （2016年（平成28年）12月）
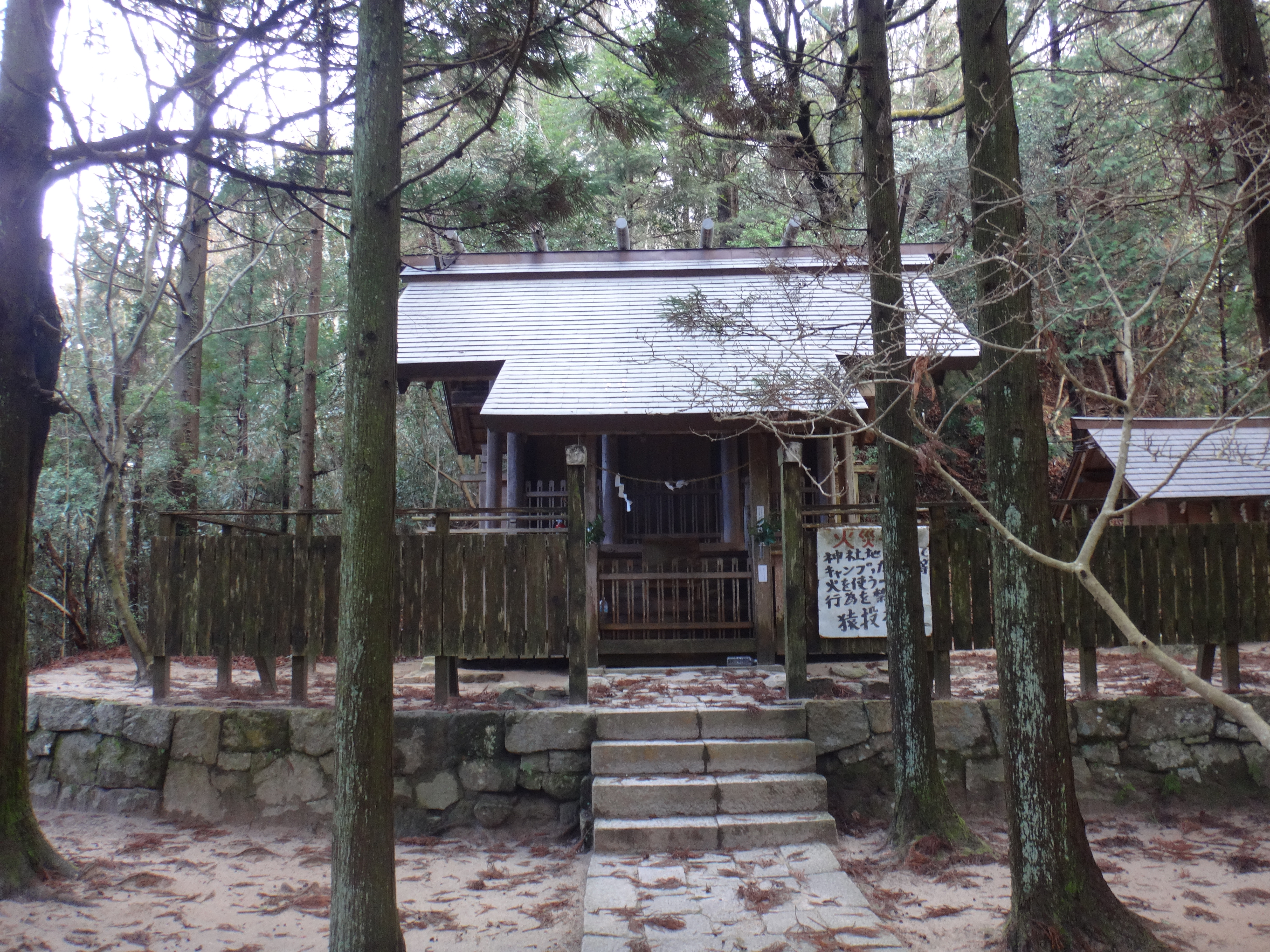
猿投神社東の宮 （2016年（平成28年）12月）
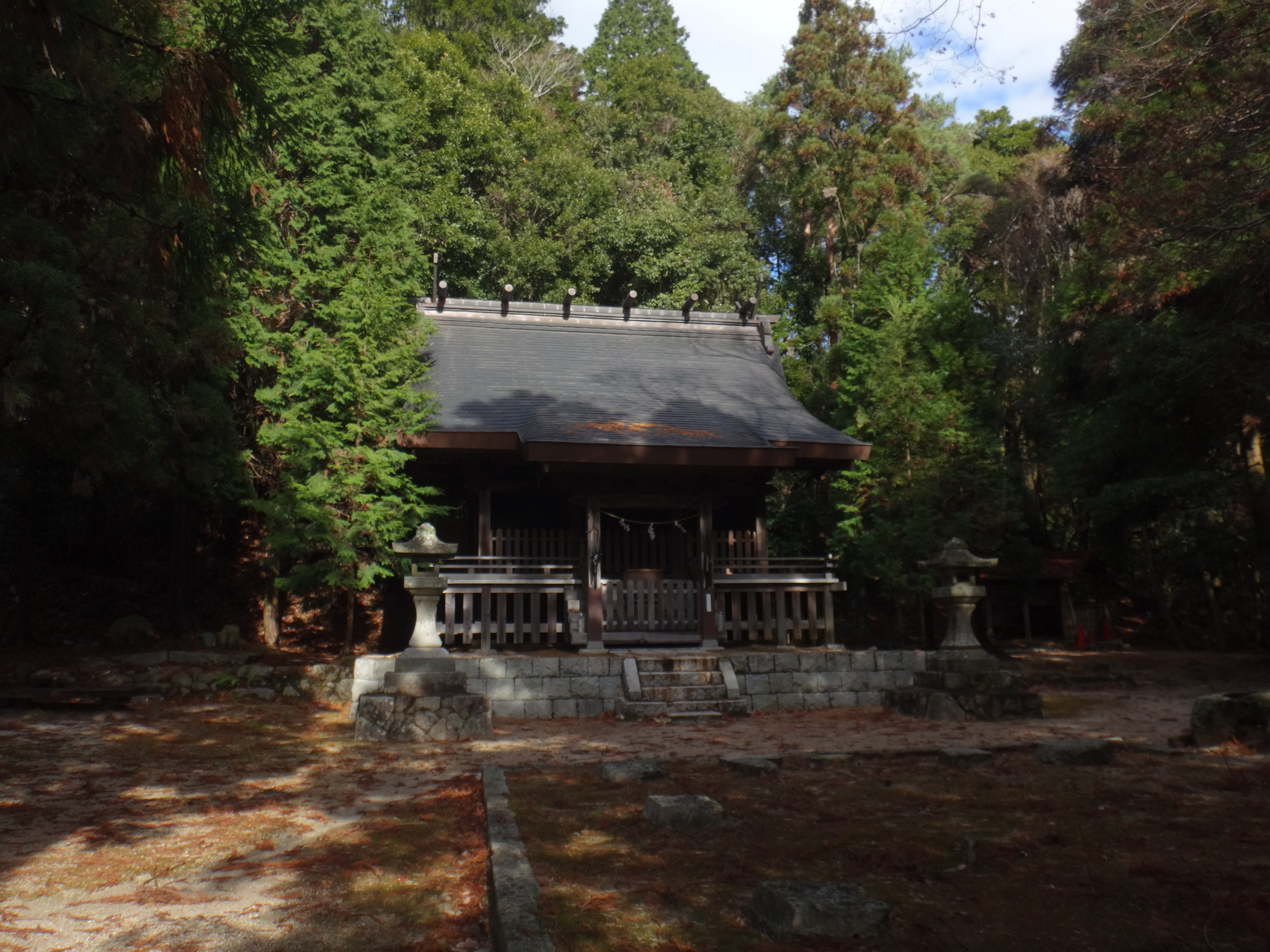
猿投神社西の宮 （2016年（平成28年）12月）
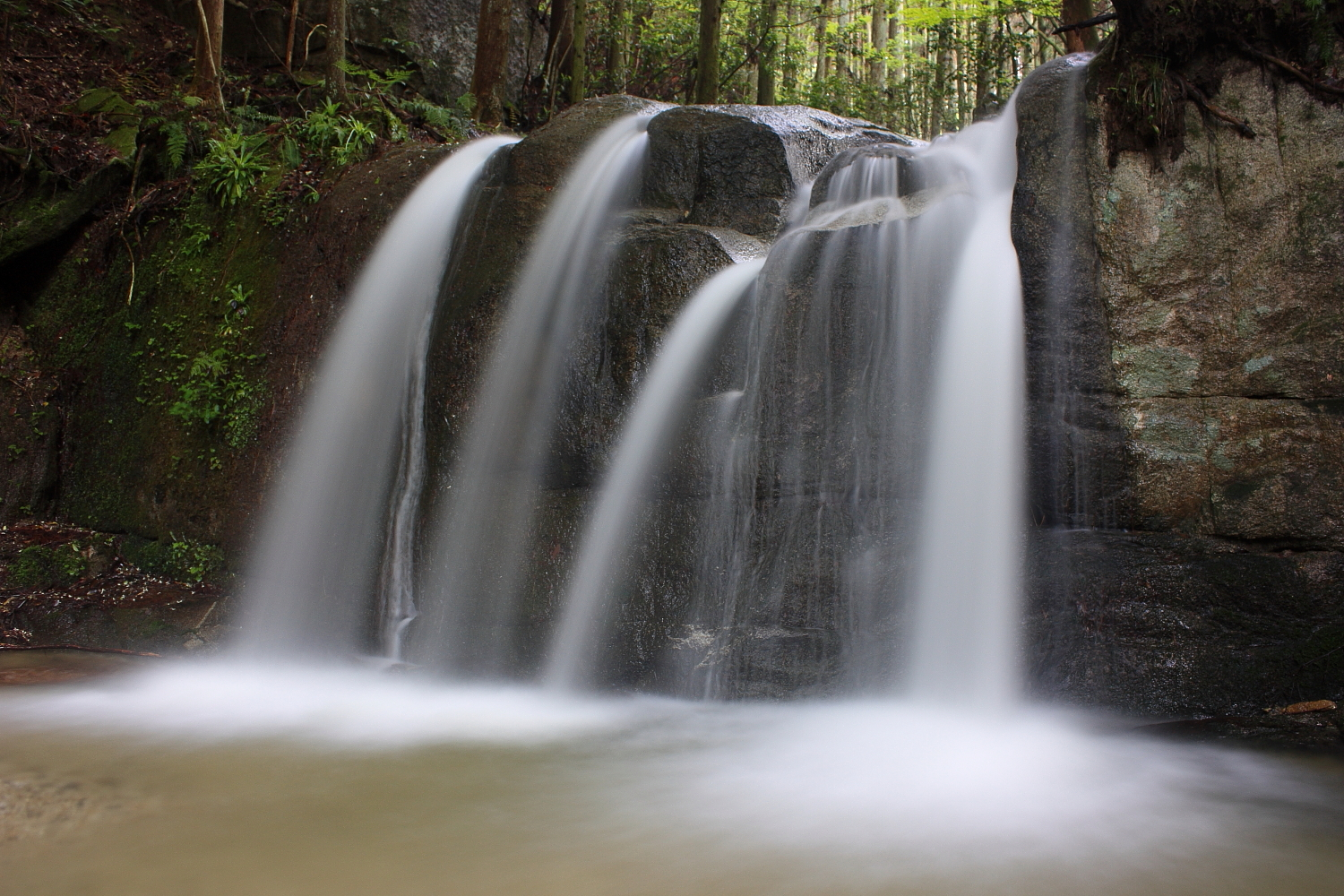
二ツ釜の滝 （2009年（平成21年）5月）

## 関連図書
- 『新・こんなに楽しい愛知の130山』あつた勤労者山岳会/編、風媒社、発行年：2003年、ISBN 4-833-10107-6、pp42-43
- 『改訂版 愛知県の山』　山と渓谷社、発行年：2010年、ISBN 978-4-635-02372-6、pp102-103